# Walter von Seydlitz-Kurzbach
Walter Kurt von Seydlitz-Kurzbach, född 22 augusti 1888 i Hamburg, död 28 april 1976 i Bremen, var en tysk militär verksam under andra världskriget. Han befordrades till generalmajor sen 1 december 1939 och fick graden general vid artilleriet den 1 juni 1942. von Seydlitz-Kurzbach tilldelades Riddarkorset med eklöv den 31 december 1942.
von Seydlitz deltog i striderna vid Stalingrad, där han förespråkade en utbrytning i strid mot Hitlers order. I krigsfångenskap blev han en av ledarna för de antinazistiska officerarna, och försökte organisera antinazistiska styrkor bland krigsfångar. Han deltog också i propagandasändningar för att övertyga tyska soldater att kapitulera. Efter kriget protesterade han mot Sovjetunionens Tysklandspolitik och dömdes till fängelse. Han frigavs den 6 oktober 1955 och utvisades till Västtyskland, där en dödsdom från andra världskriget upphävdes.

## Befäl
- Befälhavare för Artilleri-Regiment 22 :  1 oktober 1936 – 30 september 1939
- Befälhavare för 12. Infanteri-Division : 10 mars 1940 – 1 januari 1942
- Ledare för specialförband för lösgörande av inringad trupp vid Demjansk : 3 mars – 3 maj 1942
- Befälhavare för 51. Armee-Korps : 8 maj 1942 – 31 januari 1943 (kapitulerat vid Stalingrad)